# 梅泽堡条约
《梅泽堡条约》（德語：Vertrag von Merseburg）是神圣罗马帝国皇帝康拉德二世与波兰国王梅什科二世于1033年7月在梅泽堡（今属德国萨克森-安哈尔特）签订的条约。
条约解决了自博莱斯瓦夫一世去世以来，梅什科和同父异母兄弟貝斯普里姆、奥托和堂兄迪特里克（Dietric）之间争夺波兰王位的问题。由于貝斯普里姆已死，波兰领土一分为三，梅什科被指定为最高统治者。然而，为了得到皇帝的支持，梅什科被迫放弃了他父亲于1025年获得的国王称号，并放弃了对卢萨蒂亚和上卢萨蒂亚的控制。然而，条约刚刚达成不久，奥托去世，梅什科阻止了迪特里克在他所控制的波兰部分执政。梅什科随后重新短暂使用国王的称号，直到一年后突然去世。